# Strei (Hunedoara)
Strei (deutsch Zeikdorf, ungarisch Zeykfalva) ist ein Ort in Siebenbürgen und gehört zur Stadt Călan im Kreis Hunedoara, Rumänien.
Der Ort ist auch unter den veralteten rumänischen Bezeichnungen Streiu und Streia und der ungarischen Zejkfalva, bekannt.

## Geographische Lage

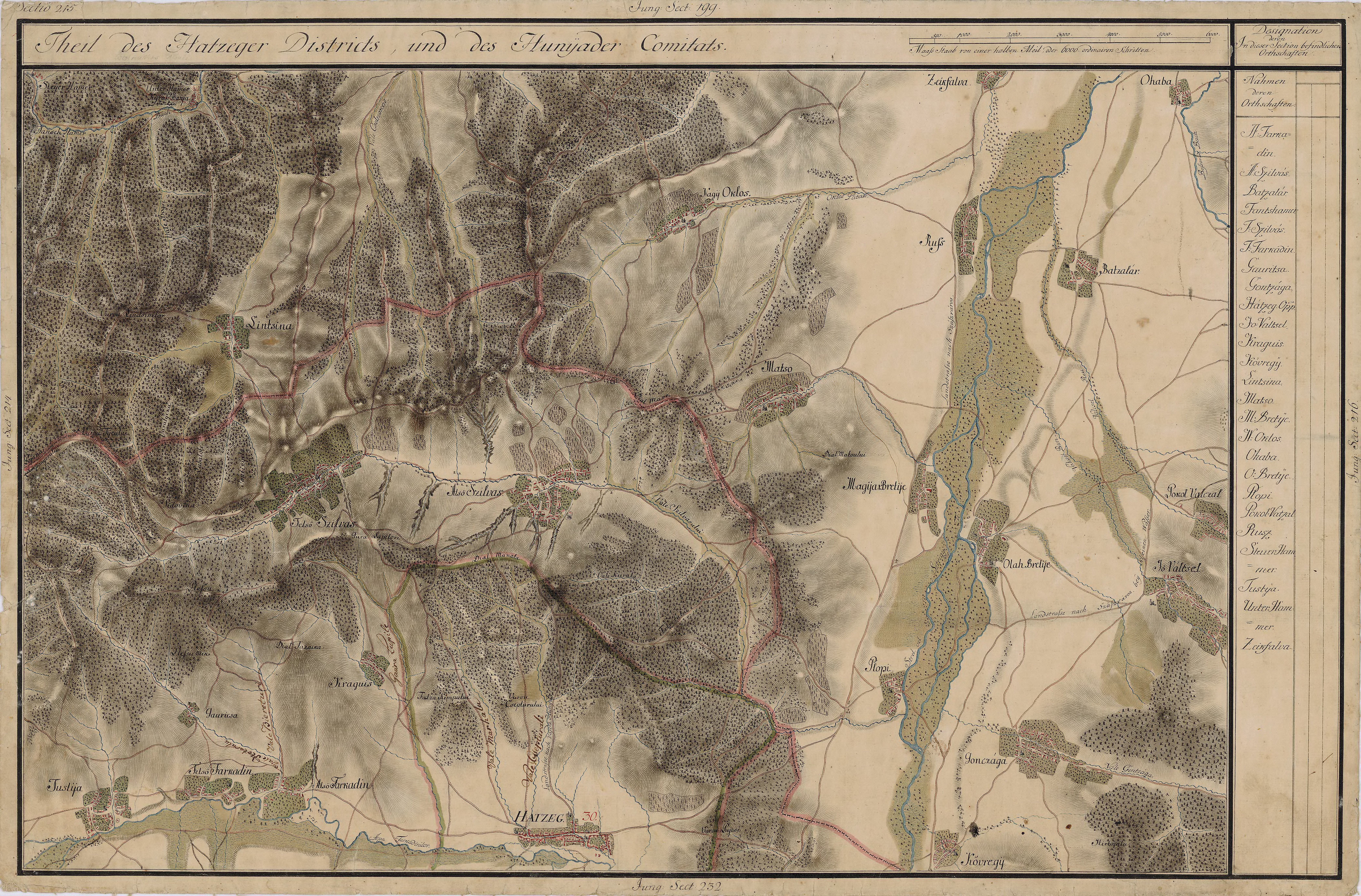
Strei (Zeikfalva) in der Josephinischen Landaufnahme von 1769 bis 1773.

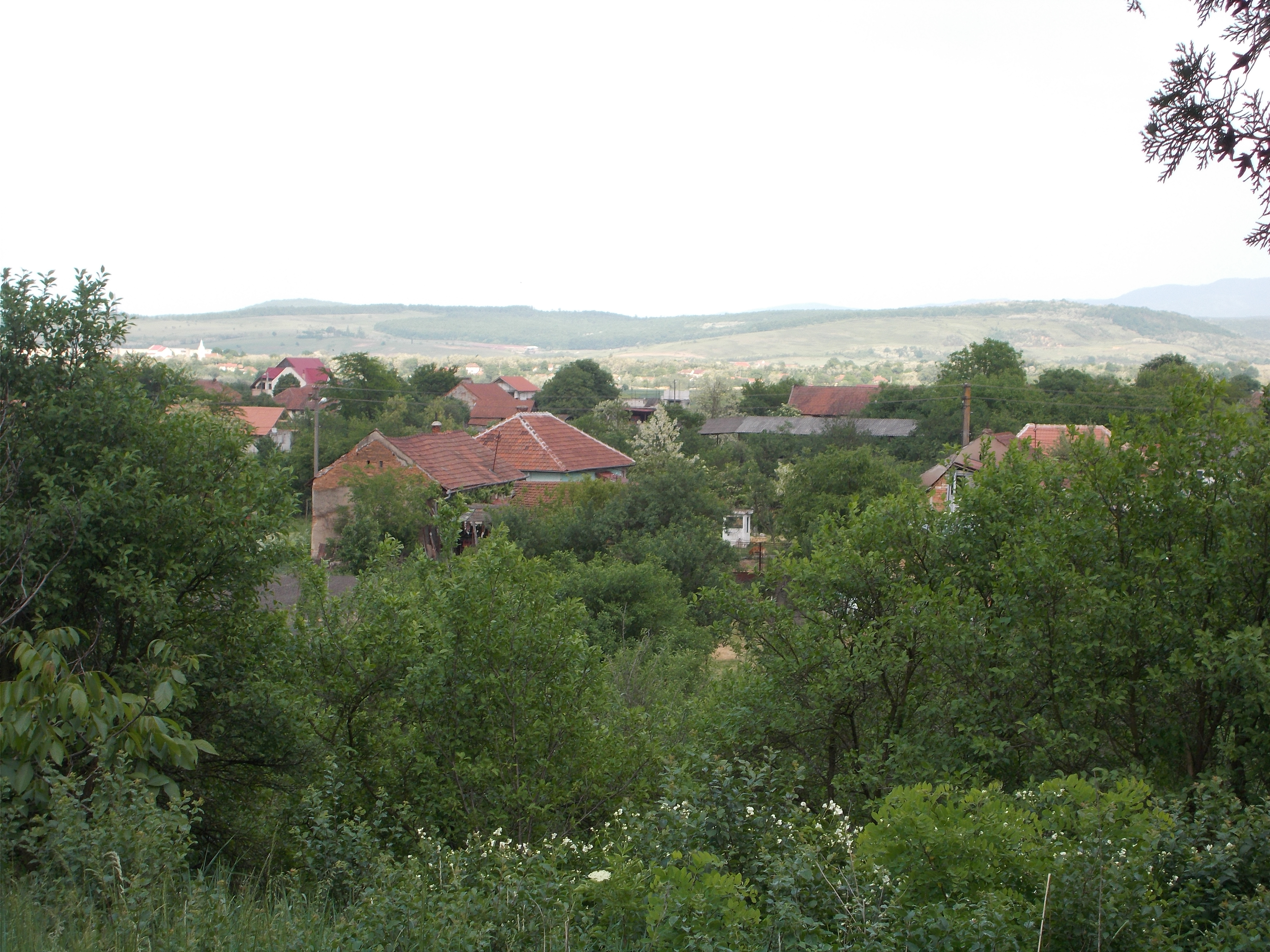
Blick auf Strei

Der kleine Ort befindet sich in der Hatzeger Talsenke (Depresiunea Hațeg) am Strei (Strell) – einem linken Zufluss des Mureș (Mieresch) –, ca. 3 Kilometer südlich von Călan. An der Europastraße 79, liegt der Ort ca. 25 Kilometer südöstlich der Kreishauptstadt Deva (Diemrich).

## Geschichte
Mit der Gründung des Ortes durch die rumänische Knesenfamilie Zeyk wurde Strei 1377 erstmals urkundlich erwähnt. Wegen treuer Dienste gegenüber dem König wurde die Familie Zeyk – die später zum reformierten Glauben übertrat – mit mehreren Gütern belehnt und stieg somit in den ungarischen Adel auf. Der ungarische Namen des Ortes Zeykfalva stammt von dessen Gründer Zeyk-Zaicu.
Die Geschichte der Besiedlung des Ortes reicht nach Angaben von J. Ackner (1856), J. F. Neigebauer, C. Gooss u. a. bis in die Römerzeit zurück. Bei archäologischen Ausgrabungen wurden Reste entsprechender Behausungen gefunden.

## Bevölkerung
1850 lebten auf dem Gebiet des heutigen Ortes 204 Einwohner. 195 waren Rumänen und neun Ungarn. 1920 wurde mit 445 die größte Bevölkerungszahl – gleichzeitig auch die der Rumänen (431) – ermittelt. Die höchste Anzahl der Ungarn (111) wurde 1910 und die der Deutschen (8) 1900 registriert. Bei der Volkszählung 2002 lebten im Dorf 384 Menschen, davon 379 Rumänen, vier Ungarn und ein Deutscher. Darüber hinaus bezeichnete sich 1890 ein Einwohner als Slowake.

## Sehenswürdigkeiten
- Die Romanische Steinkirche Adormirea Maicii Domnului wurde in der zweiten Hälfte des 13. Jahrhunderts errichtet. Mit teilweise gut erhaltenen Innenfresken gehört die Kirche durch ihren schlichten Baustil und den Besonderheiten ihrer byzantinischen Malerei zu den bedeutendsten rumänischen Baudenkmälern des 13. Jahrhunderts. Die ursprünglich römisch-katholische Kirche wurde später von Calvinisten und Orthodoxen genutzt. Der Kirchturm mit einigen Zwillingsfenstern wurde bis in die Dachspitze gemauert.[6] Das Baumaterial der Kirche stammt von der Burg aus Sarmizegetusa.[3] An der Altarwand befinden sich ein Selbstbildnis und die Signatur des Malers.[7] Die Kirche steht unter Denkmalschutz.[8]
- Die Überreste einer römischen Villa auf dem Kirchengelände[6] stehen unter Denkmalschutz.[8]

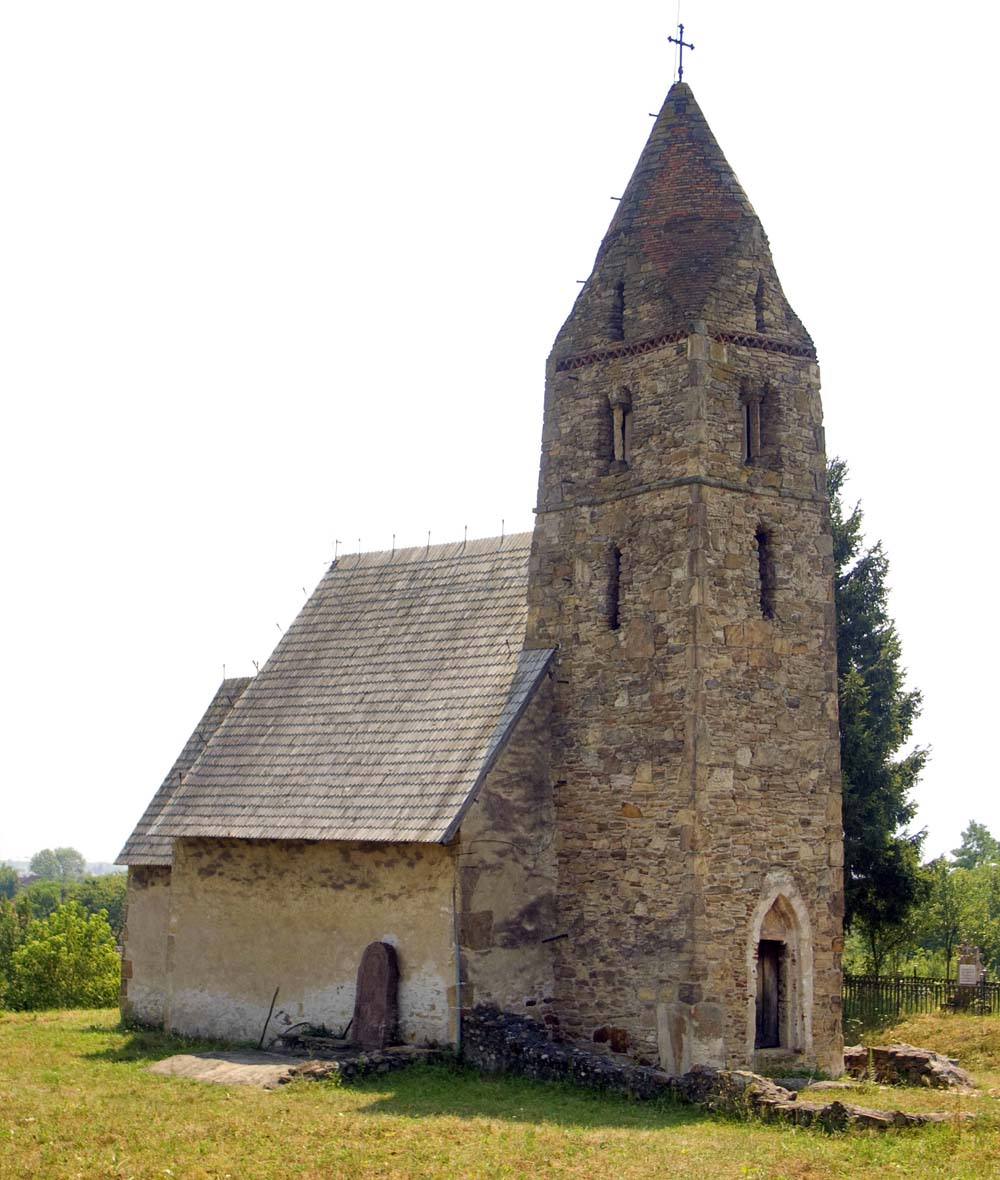
Kirche in Strei
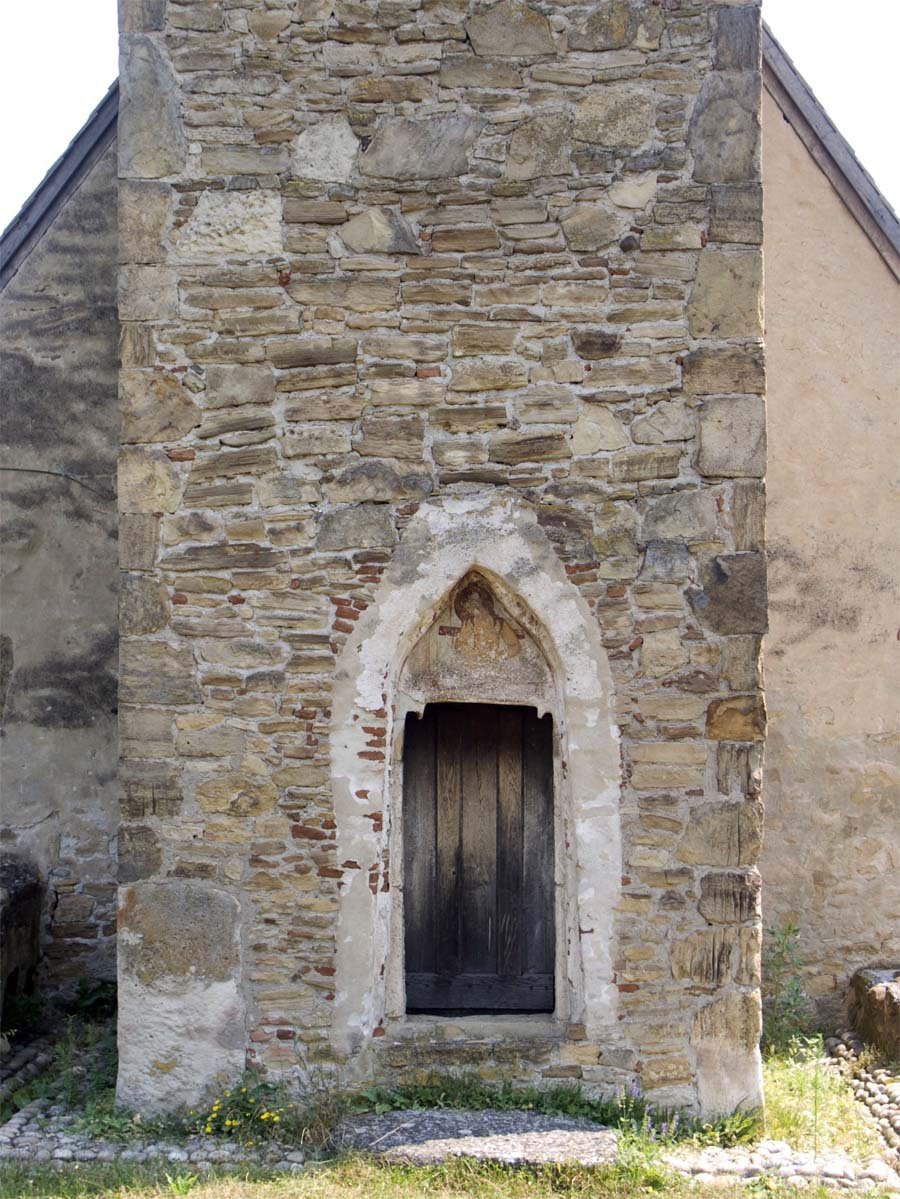
Westeingang der Kirche
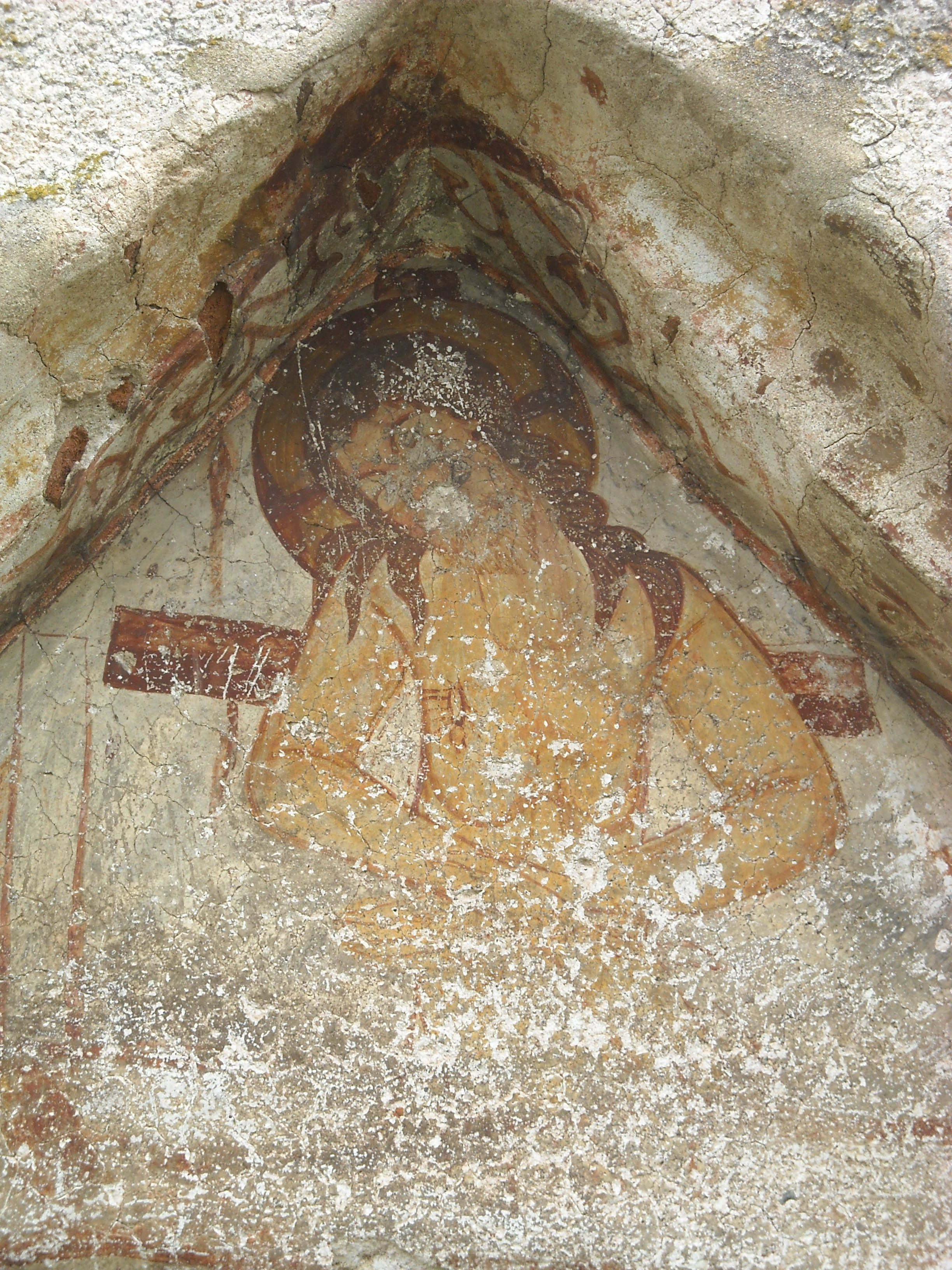
Freske über dem Westeingang der Kirche
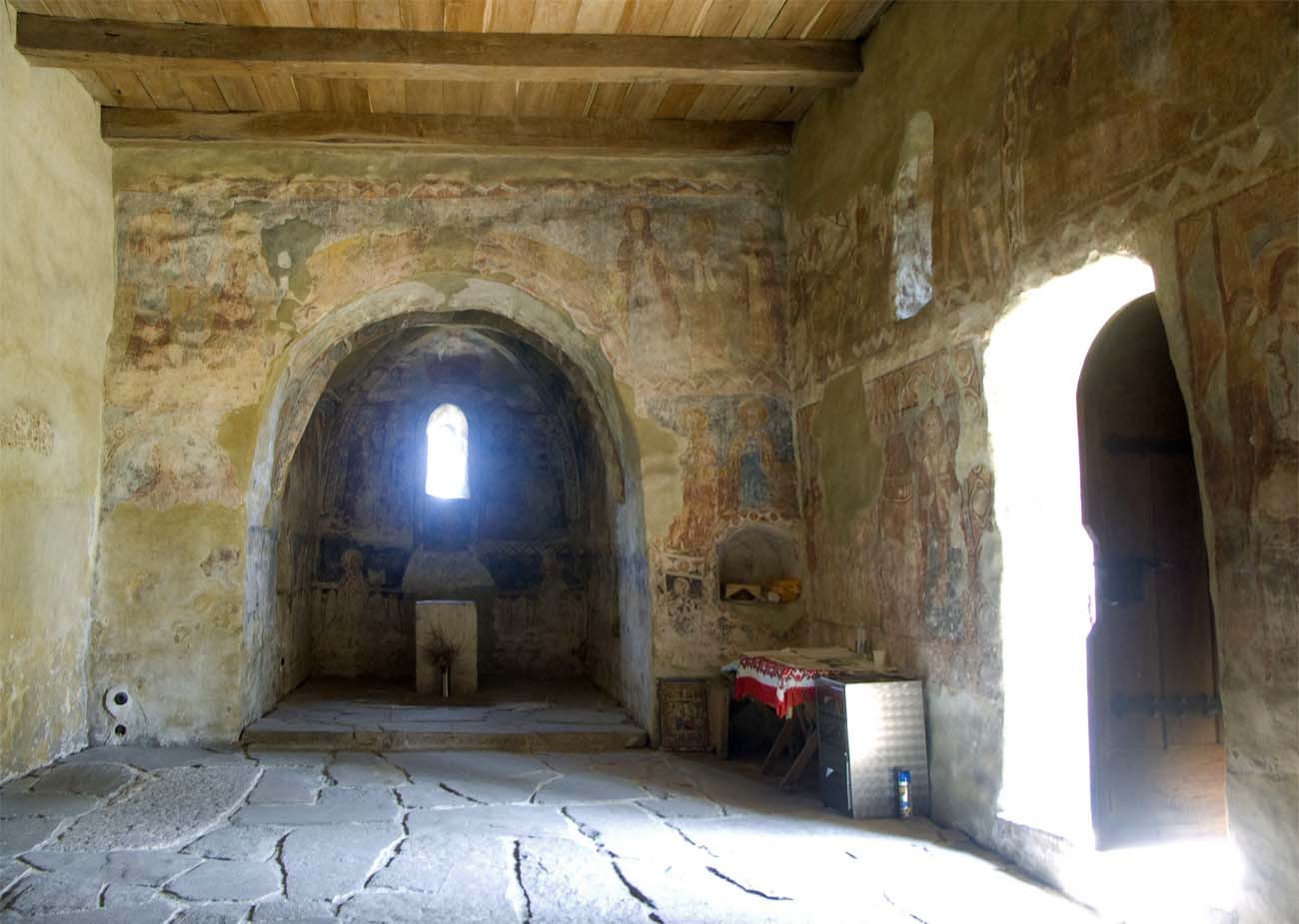
Innenansicht der Kirche
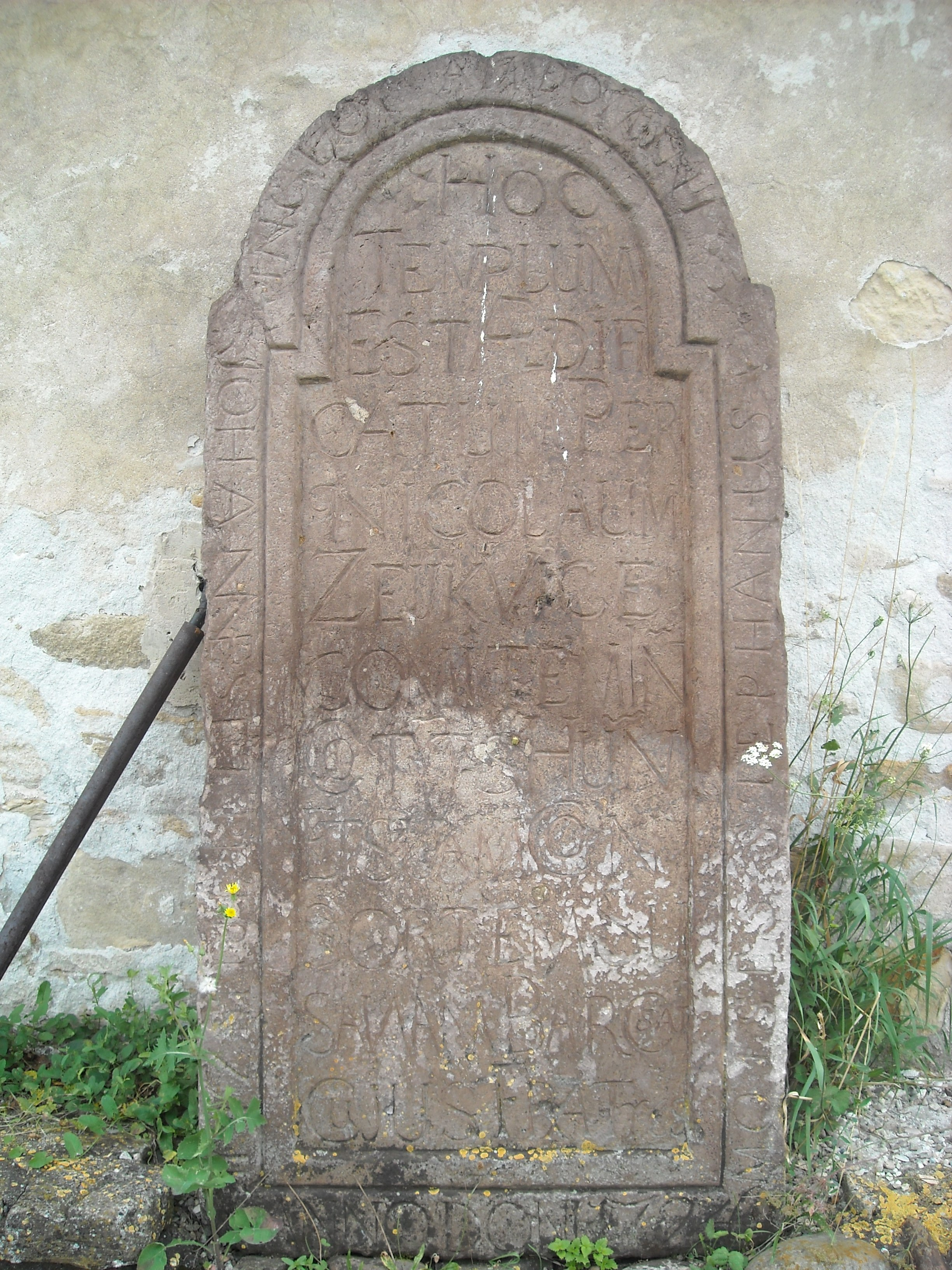
Gedenkstein an der Kirche